# Ключ 138
Ключ 138 (трад. и упр. 艮) — ключ Канси со значением «остановка»; один из 29, состоящих из шести штрихов.
В словаре Канси всего 5 символов (из 49 030), которые можно найти c этим радикалом, это самый редко использующийся иероглифический ключ.

## История
Древняя идеограмма состояла из двух компонентов: «глаз» и «человек». Смысл идеограммы сводился к тому, что человек внимательно рассматривает и тщательно сравнивает что-либо, чем создает определённое препятствие. Поэтому иероглиф, произошедший от данной идеограммы, имеет значение «препятствие, остановка».
В современном языке иероглиф приобрел также значения: «преграда, непреклонный, твердый» и др.
В даосской космологии Ба гуа 艮 — Седьмая из восьми триграмм.
В качестве ключевого знака иероглиф используется редко.

Вид в Цзиньвэнь
Вид в большой печати Чжуаньшу
Вид в малой печати Чжуаньшу

В словарях находится под номером 138.

## Примеры иероглифов
| Доп. штрихи | Иероглифы |
| ----------- | --------- |
| 0           | 艮        |
| 1           | 良        |
| 2           | 艰        |
| 3           | 𦫋        |
| 11          | 艱        |

- Примечание: Ваш браузер может отображать иероглифы неправильно.